# 士兵之歌
《士兵之歌》（俄语：Баллада о солдате）是一部1959年上映的蘇聯戰爭浪漫電影，該片由格里戈里·丘赫莱伊執導，弗拉基米尔·伊瓦绍夫和珊娜·普羅霍連科主演。雖然電影的背景設定在第二次世界大戰期間，但它並非傳統的戰爭電影，而是在戰爭動盪的背景下講述了多種形式的愛情，包括年輕情侶的浪漫、已婚夫婦的堅定愛情以及母親對孩子的深厚情感。
故事圍繞著一名蘇聯紅軍士兵在休假期間試圖返家。在途中，他遇到了幾個平民，並在這些遭遇中經歷了愛情的各種形式。該片由莫斯科电影制片厂製作，並因其獨特的視角和感人的情節獲得了多個獎項，包括英国电影学院奖最佳影片奖，並獲得了奥斯卡最佳原创剧本奖提名。

## 劇情大綱
開場時，一位中年農婦在村莊的小路上走著，旁白提到她的兒子在戰爭中陣亡，並被埋葬在異國他鄉。隨後故事倒敘回到蘇德戰爭的東線戰場上，一名19歲的士兵阿廖沙·斯科爾佐夫在戰役中，憑藉一己之力使用了PTRD-41反坦克步槍摧毀了兩輛納粹德國坦克。儘管他的行為更多是出於自保而非英勇，他的指揮官仍希望授予他一個勳章。然而，阿廖沙請求休假，並計劃回家探望母親並修理他們家的漏雨屋頂。最終，阿廖沙獲得了六天的假期。
在旅途中，阿廖沙目睹了戰爭對國家的破壞，並遇到了各式各樣的居民。當他的吉普車陷入泥潭時，一名叫帕夫洛夫的士兵幫助他將車推出困境。由於阿廖沙回程將經過帕夫洛夫的家鄉，帕夫洛夫請他帶一份禮物給自己的妻子。帕夫洛夫的中士拿出了兩塊肥皂，這是他們隊伍中僅剩的儲備。在火車站，阿廖沙幫助一位退役士兵瓦西亞提行李。瓦西亞因失去一條腿而被退役，他不願回家，因為擔心自己成為妻子的負擔。然而，他最終決定回家，並受到妻子的熱情接納。
當阿廖沙試圖登上一輛軍用供應列車的貨車時，被警衛加夫里爾金攔住。然而，阿廖沙用罐頭牛肉賄賂了加夫里爾金，這讓他對上司的恐懼得以緩解。隨後，一名名叫舒拉的女子也偷偷登上了列車。起初，她看到身穿軍裝的阿廖沙時感到害怕，試圖從正在行駛的列車上跳下。但阿廖沙及時阻止了她。舒拉隨後告訴他，她要去見她的未婚夫，一個在醫院康復的飛行員。兩人的互動隨著時間的推移變得親近。這時，加夫里爾金發現了舒拉的存在，迫使阿廖沙再次賄賂他。然而，當中尉發現阿廖沙和舒拉後，他允許他們繼續留在車上，並讓加夫里爾金退還了賄賂的錢。
在一次列車停靠時，阿廖沙下車取水，但列車在他離開後卻啟程離開。他急忙搭上了一位老太太的卡車趕到下一個車站，卻發現列車已經離開。然而，舒拉已下車並在車站旁等候他。兩人隨後前往帕夫洛夫的家，卻發現帕夫洛夫的妻子與另一名男子同住。在他們離開之前，阿廖沙取回了他送給帕夫洛夫妻子的肥皂，並將其送給了帕夫洛夫的殘疾父親。
在兩人分開時，舒拉坦白她曾經撒謊，實際上她並沒有未婚夫，只有一個姑姑。阿廖沙在列車離開後才明白，舒拉說她沒有家人是暗示她對他的愛。由於一座橋樑被炸毀，阿廖沙的列車停駛，隨後德軍轟炸機的襲擊導致列車起火。在緊迫的情況下，阿廖沙乘坐木筏渡過河流，並說服一名卡車司機載他回到他的鄉村——索斯諾夫卡。最終，他短暫地與母親重逢，寒暄了幾句後，他不得不返回部隊。並在告別一刻向母親表示：「媽媽，我一定會回來的。」而沿著麥田匆匆離開了家鄉。
他的母親發誓會等待他的歸來。然而旁白在最終總結道，儘管阿廖沙若在戰事中倖存可能會有更遠的前途，但他將永遠被銘記為一名普通的俄羅斯士兵。

## 演員
- 弗拉基米尔·伊瓦绍夫[6] 飾 阿廖沙·斯科爾佐夫列兵
- 珊娜·普羅霍連科（英语：Zhanna Prokhorenko）[7] 飾 舒拉
- 安東妮娜·馬克西莫娃 飾 阿廖沙的母親
- 尼古拉·克留奇科夫 飾 將軍
- 葉甫根尼·烏爾班斯基（英语：Yevgeni Urbansky） 飾 瓦西亞
- 埃爾莎·列日捷耶娃（英语：Elza Lezhdey） 飾 瓦西亞的妻子
- 亞歷山大·庫茲涅佐夫 飾 加夫里爾金
- 葉甫根尼‧泰捷林 飾 中尉
- 瓦倫廷娜馬克諾娃 飾 莉莎（帕夫洛夫的妻子）
- 瑪莉娜·克列姆尼約娃 飾 索雅（鄰家女孩）
- 弗拉基米爾·波克羅夫斯基 飾 帕夫洛夫的殘疾父親
- 格奧爾吉·亞歷山德羅維奇·尤瑪托夫（英语：Georgi Yumatov） 飾 給予肥皂的中士
- 根納季·尤赫金（英语：Gennadi Yukhtin） 飾 列兵謝留札帕夫洛夫
- 瓦倫蒂娜·特列吉娜（英语：Valentina Telegina） 飾 老奶奶卡車司機
- 列夫·鮑里索夫（英语：Lev Borisov） 飾 列車上的開玩笑的士兵
- 葉夫根尼·耶夫斯蒂涅耶夫（英语：Yevgeny Yevstigneyev） 飾 卡車司機

## 製作

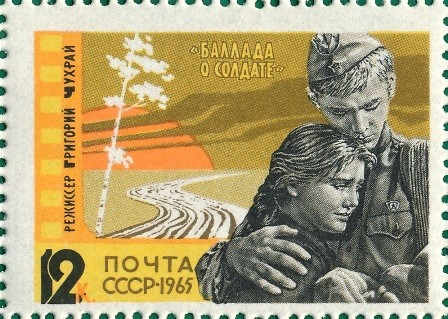
《士兵之歌》的蘇聯郵票。

《士兵之歌》以其詩意的視覺意象，對戰爭影響進行了非傳統的思考為主軸，被視為俄羅斯電影的重要里程碑，該片導演格里戈里·丘赫萊和編劇瓦倫丁·葉若夫過去曾經歷過二戰，這使他們希望講述一個普通士兵的故事，這名士兵沒有顯赫的功績，卻完成了許多不尋常的事。為了創作劇本，他們與前線士兵共同合作，將大場景分成幾個部分，以記錄他們最喜歡的內容，然後進行編輯。根據特纳经典电影频道的主要主持人羅伯特·奧斯本的說法，蘇聯領導人尼基塔·赫鲁晓夫是導演丘赫拉伊的粉絲，因此丘赫拉伊獲得了比平常更多的創作自由。
最初，劇本主要描述了後方以及戰時生產中的婦女和兒童，片尾播放了一首關於共青團青年的歌曲，並且女主角舒拉在爆炸中遇難。然而，這一版本被莫斯科電影公司拒絕。隨後，葉若夫修改了劇本，並讓讓舒拉倖存，此版本再次被審閱，並註有「請諮詢G.N.（丘赫萊）。由於丘赫萊不願大幅重寫劇本，他只對幾個場景進行了調整。片商對這項修改版本非常滿意，並簽約拍攝了該片。拍攝工作隨即開始。該電影最初選定奧列格·斯特里仁諾夫和莉莉亞·阿列什尼科娃獲得了主要角色的許可，但在拍攝第三天，丘赫萊發生了車禍，由於骨折嚴重，治療花了幾個月時間。期間，丘赫萊決定主要角色應由年輕演員來扮演，因為斯特里仁諾夫已經30歲，而角色年齡不到20歲。最終導演決定新的演員，由於尋找合適的年輕演員困難重重，以至於丘赫萊曾考慮放棄。導致拍攝進度被再次打亂，最終，丘赫萊選擇了格拉西莫夫电影学院二年級學生弗拉基米尔·伊瓦绍夫擔任男主角。
同時，莫斯科艺术剧院一年級的學生珊娜·普羅霍連科在另一部電影的試鏡中失敗後，決定嘗試在丘赫萊的電影中擔任群眾演員。導演注意到他的表現，並決定讓她飾演舒拉一角。由於拍攝這部電影，普羅霍連科被莫斯科藝術劇院開除，丘赫萊則幫助她轉入格拉西莫夫電影學院就讀。
編劇瓦倫廷耶久霍夫和丘赫拉伊在創作電影表示：「我們提出的課題不是寫士兵是優秀的士兵，這一點已經是公認的事實。我們面臨的另一個課題是──描繪我們的士兵們是什麼樣的人，我們的英雄是什麼樣的人。我們想要展現的是，生長在蘇聯社會中的年輕人，他們忠誠於自己的主義，純潔、樸實、富有同情心，熱愛母親和祖國，充滿善意，充滿了作為人的美德和魅力。在我們認為，這些特質就是蘇聯士兵的真正特質。蘇聯的英雄主義正是源自於這些特質。」根據這種意圖，主角阿廖沙被描繪在一個幾乎與戰時士兵形象不符的角色。

## 評價
《士兵之歌》於1959年12月1日在蘇聯上映，放映期間售出了3,010萬張票。該片在1960年作為蘇美電影交流的一部分在美國上映，這段時期正值冷戰的緩和階段。在這次文化交流中，美國放映的其他蘇聯電影還包括《雁南飞》（1957年）和《一個人的遭遇》（1959年）。
這部電影因其技術工藝和強烈而微妙的故事獲得了極大的讚譽。從主角的真摯和毫不掩飾的青春氣息出發，電影被蘇聯和美國評論家譽為經典。《紐約時報》的評論員波斯利·克勞瑟稱讚丘赫拉伊將電影「以如此迅捷而富有詩意的方式呈現，使其悲劇性被溫柔的抒情品質掩蓋。」他還特別提到伊瓦肖夫和普羅霍連科的「精彩表演」。
該片在1961年獲得了列宁奖，導演和製片人也獲得了該獎項。

## 獎項
| 獎項                   | 年份   | 類別           | 提名者                             | 結果 | 參考          |
| ---------------------- | ------ | -------------- | ---------------------------------- | ---- | ------------- |
| 第13屆坎城影展         | 1960年 | 正式競賽長片   | 《士兵之歌》                       | 提名 | [ 12 ]        |
| 第五屆舊金山國際電影節 | 1960年 | 最佳影片金門獎 | 《士兵之歌》                       | 獲獎 |               |
| 第五屆舊金山國際電影節 | 1960年 | 最佳導演金門獎 | 格里戈里·丘赫莱伊                  | 獲獎 |               |
| 英國電影電視藝術學院獎 | 1961年 | 最佳影片獎     | 《士兵之歌》                       | 獲獎 |               |
| 波迪獎                 | 1961年 | 最佳歐洲影片獎 | 《士兵之歌》                       | 獲獎 | [ 13 ] [ 14 ] |
| 第34届奥斯卡金像奖     | 1961年 | 最佳原創劇本   | 格里高利·丘赫拉伊和瓦倫廷·耶久霍夫 | 提名 | [ 15 ]        |

## 另見
- 《塔耶烏納卡卡（英语：Thaaye Unakkaga）》，1960年上映的印度翻拍電影[16]

## 外部連結
- 《士兵之歌》在莫斯科电影制片厂的資料 （页面存档备份，存于）
- AllMovie上《士兵之歌》的资料（英文）
- 互联网电影数据库（IMDb）上《士兵之歌》的资料（英文）
- TCM电影资料库上《士兵之歌》的资料（英文）
- YouTube上的《士兵之歌》
- 《士兵之歌》 （页面存档备份，存于）Vida Johnson在标准收藏上發表的文章